# 1683
1683 (MDCLXXXIII) byl rok, který dle gregoriánského kalendáře započal pátkem.

## Události
- 8. ledna – založen plzeňský 35. pěší pluk
- červen až září – obléhání Vídně Turky
- 12. září – bitva u Vídně, konec turecké expanze
- Čeng Čcheng-kung dobyl nizozemskou kolonii na západním Tchaj-wanu a zřízuje zde království Tung-ning
- otevřena první vídeňská kavárna „Zur blauen Flasche“

### Probíhající události
- 1652–1689 – Rusko-čchingská válka
- 1683–1684 – Válka reunií
- 1683–1699 – Velká turecká válka

## Narození
- 27. února – Anna Spencerová, anglická šlechtična a hraběnka ze Sunderlandu († 15. dubna 1716)
- 28. února – René-Antoine Ferchault de Réaumur, francouzský vědec († 1757)
- 1. března – Karolina z Ansbachu, manželka britského krále Jiřího II. († 20. listopadu 1737)
- 11. března – Giovanni Veneziano, italský hudební skladatel a varhaník († 13. dubna 1742)
- 8. května – Marie Alžběta z Lichtenštejna, knížecí princezna († 4. května 1744)
- 15. května – Kristián Ludvík II. Meklenbursko-Zvěřínský, meklenbursko-zvěřínský vévoda († 30. května 1756)
- 7. září – Marie Anna Josefa Habsburská, portugalská královna († 14. srpna 1754)
- 22. září – Michael Gottlieb Hansch, německý filozof, teolog a matematik († 1749)
- 25. září – Jean-Philippe Rameau, francouzských hudební skladatel († 12. září 1764)
- 25. října – Charles Fitzroy, 2. vévoda z Graftonu, anglický šlechtic pocházející z nemanželského potomstva krále Karla II. († 6. května 1757)
- 9. listopadu – Jiří II., panovník Velké Británie a Irska († 25. října 1760)
- 30. listopadu – Ludwig Andreas von Khevenhüller, rakouský polní maršál († 26. ledna 1744)
- 19. prosince – Filip V., španělský král z rodu Bourbonů († 1746)
- ? – Cchangjang Gjamccho, 6. tibetský dalajlama († 15. listopadu 1706)

## Úmrtí
Česko
- 16. března –  Jan Jiří Achbauer starší, rakouský stavitel působící v Čechách (* před rokem 1650)
- 24. března – Jan Hartvík z Nostic, český šlechtic a politik (* 1610)

Svět
- 10. ledna – Ludvík César, hrabě z Vexin, nemanželský syn francouzského krále Ludvíka XIV. (* 20. června 1672)
- 6. března – Guarino Guarini, italský matematik, filozof a architekt pozdního baroka (* 7. ledna 1624)
- 26. května – Jan Adolf I. ze Schwarzenbergu, rakouský a český šlechtic a diplomat (* 20. září 1615)
- 30. července – Marie Tereza Habsburská, francouzská královna, manželka Ludvíka XIV. (* 20. září 1638)
- 4. srpna – Turhan Hatice Sultan, manželka osmanského sultána Ibrahima I. a matka sultána Mehmeda IV. (* 1627)
- 6. září – Jean-Baptiste Colbert, francouzský ministr financí (* 29. srpna 1619)
- 12. září
  - Juraj Križanić, chorvatský filolog, filozof, spisovatel (* 1618)
  - Alfons VI. Portugalský, portugalský král (* 21. srpna)
- 16. října – Ondřej Xaver Fromm, německý hudební skladatel, generální vikář litoměřické diecéze (* 1621)
- 18. listopadu – Ludvík, vévoda z Vermandois, nemanželský syn francouzského krále Ludvíka XIV. (* 2. října 1667)
- 25. prosinec – Kara Mustafa, osmanský generál a velkovezír (* 1635)
- 27. prosince – Marie Františka Isabela Savojská, portugalská královna (* 21. června 1646)

## Hlavy států
- Anglie – Karel II. (1660–1685)
- Francie – Ludvík XIV. (1643–1715)
- Habsburská monarchie – Leopold I. (1657–1705)
- Osmanská říše – Mehmed IV. (1648–1687)
- Polsko-litevská unie – Jan III. Sobieski (1674–1696)
- Rusko – Ivan V. (1682–1696) a Petr I. Veliký (1682–1725)
- Španělsko – Karel II. (1665–1700)
- Švédsko – Karel XI. (1660–1697)
- Papež – Inocenc XI. (1676–1689)
- Perská říše – Safí II.